# Languedoc (wijn)
Languedoc is een Franse wijn uit de Languedoc. Deze AOP is in 2007 opgericht en zal in 2017 volledig de AOP Coteaux de Languedoc vervangen.

## Variëteiten
Languedoc kan zowel een rode (78%), witte (12%) als rosé (10%) wijn zijn.

## Kwaliteitsaanduiding
De rode en rosé wijnen hebben sinds 1982 een AOP-status. De witte wijn heeft deze in 2005 gekregen. In die tijd heette deze nog Coteaux de Languedoc. 
- In het gebied van deze AOP zijn er 4 enclaves met een eigen AOP te weten: Saint Chinian, Faugères, Clairette du Languedoc en  Picpoul-de-Pinet.
- Daarnaast onderscheidt men 11 terroirs:  Cabrières, Coteaux de la Méjanelle, Coteaux de Saint-Christol, Coteaux de Vérargues, La Clape, Montpeyroux, Pic-Saint-Loup, Quatourze, Saint-Drézéry, Saint-Georges-d'Orques en Saint-Saturnin.
- Ook onderscheidt men nog een aantal gebieden met een eigen microklimaat; Grès de Montpellier, Pézenas, les Terrasses de Béziers, les Terrasses du Larzac en les Terres de Sommières.

## Gebied
De regionale appellation Languedoc bestaat anno 2013 uit 537 gemeenten. Bij het ontstaan van de AOP Languedoc in 2007 bestond het gebied uit de 168 gemeenten die voorheen de AOP Coteaux de Languedoc vormden aangevuld met 329 andere gemeenten. In 2011 zijn daar nog 40 gemeenten uit vooral de departementen Hérault en Gard toegevoegd.

## Toegestane druivensoorten
- Rood en rosé: Grenache Noir, Syrah en Mourvèdre (minimaal 50% waarvan minimaal 20% minimale Shyrah en Mourvèdre) naast de Cinsault en Carignan. Voor de Pic Saint-Loup:  Grenache Noir, Syrah, Mourvèdre (samen minimaal 90%). Voor la Clape en de Grès de Montpellier: Syrah, Grenache, Mourvèdre (samen minimaal 70%).
- Wit: Grenache Blanc, Clairette, Bourboulenc, Piquepoul, Roussanne, Marsanne en Rolle (samen minimaal 70%), Viognier (maximaal 10%). Picpoul de Pinet: 100% Piquepoul.

## Opbrengst en productie
- Areaal is 10.000 ha.
- Opbrengst is gemiddeld 47 hl/ha.
- Productie bedraagt 400.000 hl waarvan gemiddeld 145.000 hl geëxporteerd wordt.

## Producenten
2.000 producenten:
- 80 coöperaties
- 450 private producenten